# Cosmoscarta assamensis
Cosmoscarta assamensis är en insektsart som beskrevs av William Lucas Distant 1914. Cosmoscarta assamensis ingår i släktet Cosmoscarta och familjen spottstritar. Inga underarter finns listade i Catalogue of Life.